# جان لوي هاريل
جان لوي هاريل (بالفرنسية: Jean-Louis Harel)‏ هو دراج فرنسي. شارك في دورة الألعاب الأولمبية الصيفية وفاز بميدالية أولمبية.

## الميداليات
| الميدالية | المسابقة                       |
| --------- | ------------------------------ |
| برونزية   | الألعاب الأولمبية الصيفية 1992 |

## روابط خارجية
- جان لوي هاريل على موقع أرشيف الدراجات (الإنجليزية)
- جان لوي هاريل على موقع إحصائيات الدراجات الإحترافية (الإنجليزية)
- جان لوي هاريل على موقع CycleBase (الإنجليزية)
- جان لوي هاريل على موقع أوليمبيديا (الإنجليزية)